# امکان مینا
امکان مینا فیلمی به کارگردانی کمال تبریزی، نویسندگی فرهاد توحیدی و مرتضی اصفهانی (قبه) و تهیه‌کنندگی منوچهر محمدی محصول سال ۱۳۹۴ است.
این فیلم که برای نمایش در بخش سودای سیمرغ سی و چهارمین دوره جشنواره فیلم فجر پذیرفته شده بود، در اکثر بخش‌ها نامزد جایزه شد.
امکان مینا در تاریخ ۱۳ مرداد ۱۳۹۵ در سینماهای ایران اکران شد.

## بازیگران
| نام بازیگر     | نقش (کارکتر)  |
| میلاد کی مرام  | مهران         |
| مینا ساداتی    | مینا          |
| شاهرخ فروتنیان | مصطفی رئوف    |
| سیامک صفری     | جاوید         |
| سیامک احصایی   | کیا           |
| بهادر مالکی    | علی ناطقی     |
| علی مردانه     | مامور اطلاعات |
| فرزاد باقری    | مامور اطلاعات |
| شایسته ایرانی  | مژگان         |
| بهرنگ علوی     | فریبرز        |
| -------------- | ------------- |

## سی و چهارمین دوره جشنواره فیلم فجر
| بخش                      | نامزد                        | نتیجه    | جایزه                                                 |
| ------------------------ | ---------------------------- | -------- | ----------------------------------------------------- |
| بهترین فیلم              | کمال تبریزی                  | نامزدشده |                                                       |
| بهترین کارگردانی         | کمال تبریزی                  | نامزدشده |                                                       |
| بهترین بازیگر نقش اول زن | مینا ساداتی                  | نامزدشده |                                                       |
| بهترین فیلمبرداری        | فرشاد محمدی                  | نامزدشده |                                                       |
| بهترین فیلمنامه          | فرهاد توحیدی و مرتضی اصفهانی | نامزدشده |                                                       |
| بهترین موسیقی متن        | محمدرضا علیقلی               | برنده    | سیمرغ بلورین (به‌طور مشترک به همراه فیلم دختر)         |
| بهترین تدوین             | محمدرضا موئینی و هدی موئینی  | نامزدشده |                                                       |
| بهترین چهره‌پردازی        | سعید ملکان                   | برنده    | سیمرغ بلورین (به‌طور مشترک به همراه فیلم ابد و یک روز) |
| بهترین طراحی صحنه و لباس | بهزاد کزازی                  | نامزدشده |                                                       |